# PODXL2
PODXL2‏ (Podocalyxin like 2) هوَ بروتين يُشَفر بواسطة جين PODXL2 في الإنسان.